# 佩謝博伊
佩謝博伊（葡萄牙語：Peixe-Boi），是巴西的城鎮，位於該國北部，由帕拉州負責管轄，始建於1961年12月29日，面積450.29平方公里，海拔高度34米，2010年人口7,868，人口密度每平方公里17.47人。